# Apostolisk succession

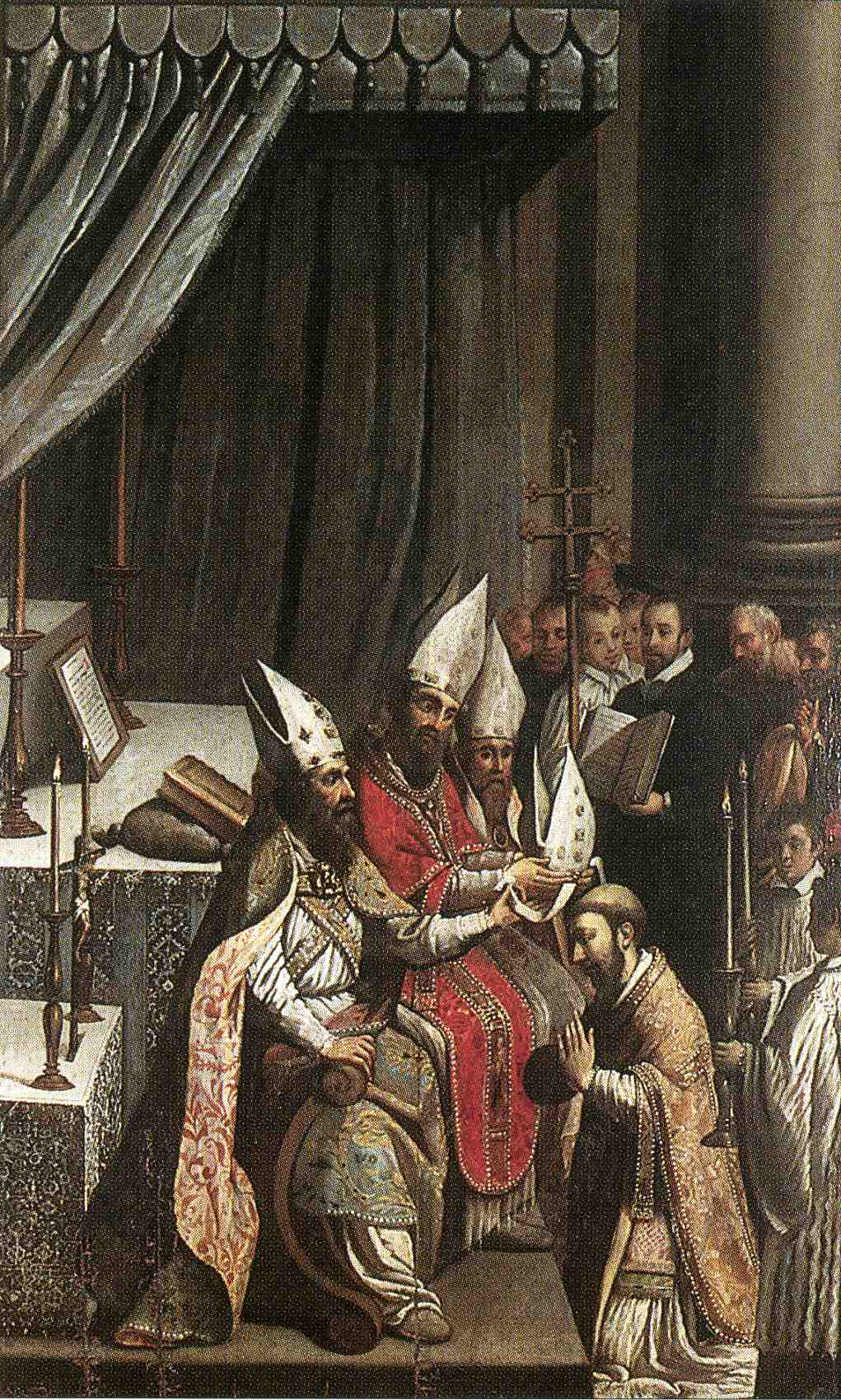
Exempel på apostolisk succession genom handpåläggning.

Apostolisk succession (latin successio apostolica) är ett teologiskt begrepp som betyder att man hävdar en obruten vigningskedja mellan Jesu apostlar och deras efterföljare, biskoparna.

## Den apostoliska successionens delar
Den apostoliska successionen har flera delar, vilka ofta kan vara svåra att uppfatta, då olika samfund har olika uppfattningar om dessa. Den katolska kyrkan hävdar tre delar som benämns vigningssuccession, sätessuccession och kollegialsuccession.

### Vigningsuccession
Vigningsuccession innebär att biskopskandidaten måste bli vigd av en biskop, som i sin tur blivit vigd av en biskop (tillbaka till apostlarna). Vigningen förmedlas genom handpåläggning, och det skall gärna vara fler biskopar närvarande (traditionellt tre).
Detta anses vara den viktigaste delen eftersom man inte kan hävda en obruten apostolisk succession om en ny biskop inte vigts av en biskop som har del av den apostoliska successionen. Det handlar om biskoparnas trovärdighet och kyrkans ställning. Om kungen, som i Danmark 1537, på egen hand kan viga nya biskopar, kan det innebära en negativ påverkan på kyrkans rätta lära, enligt katolska kyrkan.
En följd av vigningsuccessionsprincipen är att vid biskopsvigningar inom danska/norska kyrkan har svenska biskopar tidigare fått hålla sig i bakgrunden för att inte återinföra vigningsuccession i dessa kyrkor.

### Sätessuccession
Sätessuccession innebär att för att biskopen skall ha någon rätt till att styra ett stift måste denne naturligtvis vara "biskop av stiftet" vilket sker i en särskild installationsrit som oftast sker några dagar efter vigningen. När en ärkebiskop installeras sker vanligen bara denna ceremoni, då denne vanligen redan är biskop.
Biskopen övertar då stiftets biskopsstol och blir efterträdare till den förre biskopen, som var efterträdare till den förre och så vidare. Detta är anledningen till att man nedtecknar biskopslistor, vilket skall visa att man alltid har haft renläriga biskopar på biskopstolarna. Detta i sin tur gör att man kan hävda en garanti för den apostoliska tron.
De äldsta biskopsstolarna har enligt kristen tradition existerat sedan apostlarna grundade dem, till exempel i Jerusalem, Rom, Konstantinopel, Antiochia o.s.v., medan de yngre, till exempel Uppsala, upprättades på order av påven, som anses vara efterträdare till apostlarna (kollegialsuccession).

### Kollegialsuccession
Varje gång en apostel dog ersattes han av en ny (Judas Iskariot efterträddes till exempel enligt Apostlagärningarna av Mattias), vilket gjorde att antalet aldrig reducerades.
Då de kristnas antal ökade dramatiskt blev man tvungen att öka antalet apostlar, vilket gjorde att man började dela in ledarna i patriarker, som var direkta efterträdare till apostlarna, och ärkebiskopar samt biskopar som hjälpte dessa.

### Delarnas tillämpning
När man inom den katolska och den ortodoxa kyrkan talar om apostolisk succession menar man att alla de tre ovan nämnda delarna måste stämma för att den apostoliska länken inte skall brytas.

## Lärosuccession
De protestantiska kyrkorna kom under reformationen att mena att den apostoliska vigningssuccessionen inte har samma vikt som katoliker och ortodoxa hävdar.  Istället betonar man inom protestantismen läran. Man kom att tala om lärosuccession som det viktiga, till skillnad från den katolska mekaniska successionen. Man betonade att bibelns texter har den rena läran till skillnad från påvars senare beslut.

## Några samfunds syn på den apostoliska successionen

### Romersk-katolska kyrkan och de ortodoxa kyrkorna
Romersk-katolska kyrkan och de ortodoxa kyrkorna hävdar båda apostolisk succession genom alla de tre delarna.
Utöver den allmänna, från apostlarna ”i allmänhet”, successionen menar de att vissa patriarker är efterträdare till specifika apostlar, några exempel på detta är:
- Patriarken av Rom, påven, som hävdar succession från Petrus.
- Patriarken av Konstantinopel som hävdar succession från Andreas.
- Patriarken av Alexandria som hävdar succession från Markus.
- Patriarken av Antiokia som hävdar, liksom patriarken av Rom, succession från Petrus.

Nämnas bör också att det bland de olika kyrkorna finns en varierad syn på betydelsen av successionen. Inom Katolska Kyrkan ses påven som Kyrkans högsta ledare och, som efterträdare till Petrus, som Jesu ställföreträdare på jorden. Inom ortodoxa kyrkan är det dessutom mycket olika; på vissa håll är patriarkerna mycket mäktiga (till exempel i Ryssland), medan de på andra håll är väldigt svaga gentemot biskoparna (till exempel i Grekland).

### De evangeliska kyrkorna

#### Svenska kyrkan
Svenska kyrkan hävdar att den apostoliska successionen behållits vid den svenska reformationen, då Sveriges förste evangeliske ärkebiskop, Laurentius Petri, 1531 vigdes av den katolske Västerås-biskopen Petrus Magni (Peder Månsson). Detta synsätt har accepterats av Engelska kyrkan och ligger till grund för Borgågemenskapen, som omfattar lutherska kyrkor i Norden och Baltikum samt de anglikanska kyrkorna i Europa.
Den romersk-katolska kyrkan bestrider denna uppfattning. Enligt traditionell romersk-katolsk teologi är en obruten kedja av handpåläggningar inte tillräcklig för att tala om apostolisk succession. Härutöver krävs dels en ifråga om prästämbetet tillräcklig grad av renlärighet, dels rätt intention för att den apostoliska successionen (som förutsätter prästvigningen) inte skall gå om intet. Dessa synpunkter brukar från romerskt håll hävdas i en anda av hövligt "agree to disagree" snarare än öppen fientlighet. Både inom den svenska högkyrkliga rörelsen och i kontakterna mellan Svenska kyrkan och Vatikanen har under 1900-talet den apostoliska successionen varit föremål för livlig diskussion.
Redan under brytningsperioden på Gustav Vasas tid bestreds det svenska anspråket. Efter vigningen av Laurentius Petri till svensk ärkebiskop vigde katolska kyrkan två svenska ärkebiskopar, 1533 Johannes Magnus och 1544 hans bror Olaus Magnus. Ingen av dem kunde fungera i ämbetet utan tillbringade sin biskopstid i italiensk landsflykt.

#### Denanglikanska kyrkogemenskapen
Den anglikanska kyrkogemenskapen, som utgått från Engelska kyrkan, representerar kyrkor med mycket olika teologiska ståndpunkter. Den har ingen speciell teori om apostolisk succession men hävdar att vigningssuccessionen bevarats genom reformationens gradvisa införande i England. Den har sedan på olika vägar överförts till dotterkyrkor runt om i världen, däribland till Episkopalkyrkan i USA.
Trots olika uppfattningar om vad som krävdes för detta, erkände 1920 den engelska och den svenska kyrkans varandras biskopsvigningar. Samma år deltog en engelsk biskop i en svensk biskopsvigning.

#### Borgågemenskapen
Förhållandet mellan den anglikanska kyrkogemenskapen och de lutherska kyrkorna i Skandinavien har varit föremål för förhandlingar. I Borgåöverenskommelsen från 1992 formaliserades deras förhållande till varandra. De kyrkor som undertecknat har därvid bekräftat att de erkänner varandras biskopsämbeten. Detta medför att de kyrkor som inte enligt egen mening haft apostolisk vigningssuccession, kommer att få det genom deltagande i varandras biskopsvigningar. Detta gäller bl.a. de norska och danska kyrkorna, där successionen bröts vid reformationen.

### Gammalkatolska kyrkan
Gammalkatolska kyrkan hävdar liksom Romersk-katolska kyrkan en obruten vigningssuccession. De gammalkatolska kyrkor som tillhör Utrechtunionen är i full gemenskap med den anglikanska kyrkogemenskapen. Flera mindre kyrkosamfund som står utanför Utrechtunionen har fått sina första biskopar vigda av denna.

### Övriga samfund

#### Mormonerna
Mormonerna anser sig ha apostolisk succession eftersom flera av Jesu apostlar sägs ha uppenbarat sig för grundaren och invigt honom.